# Muang Xay

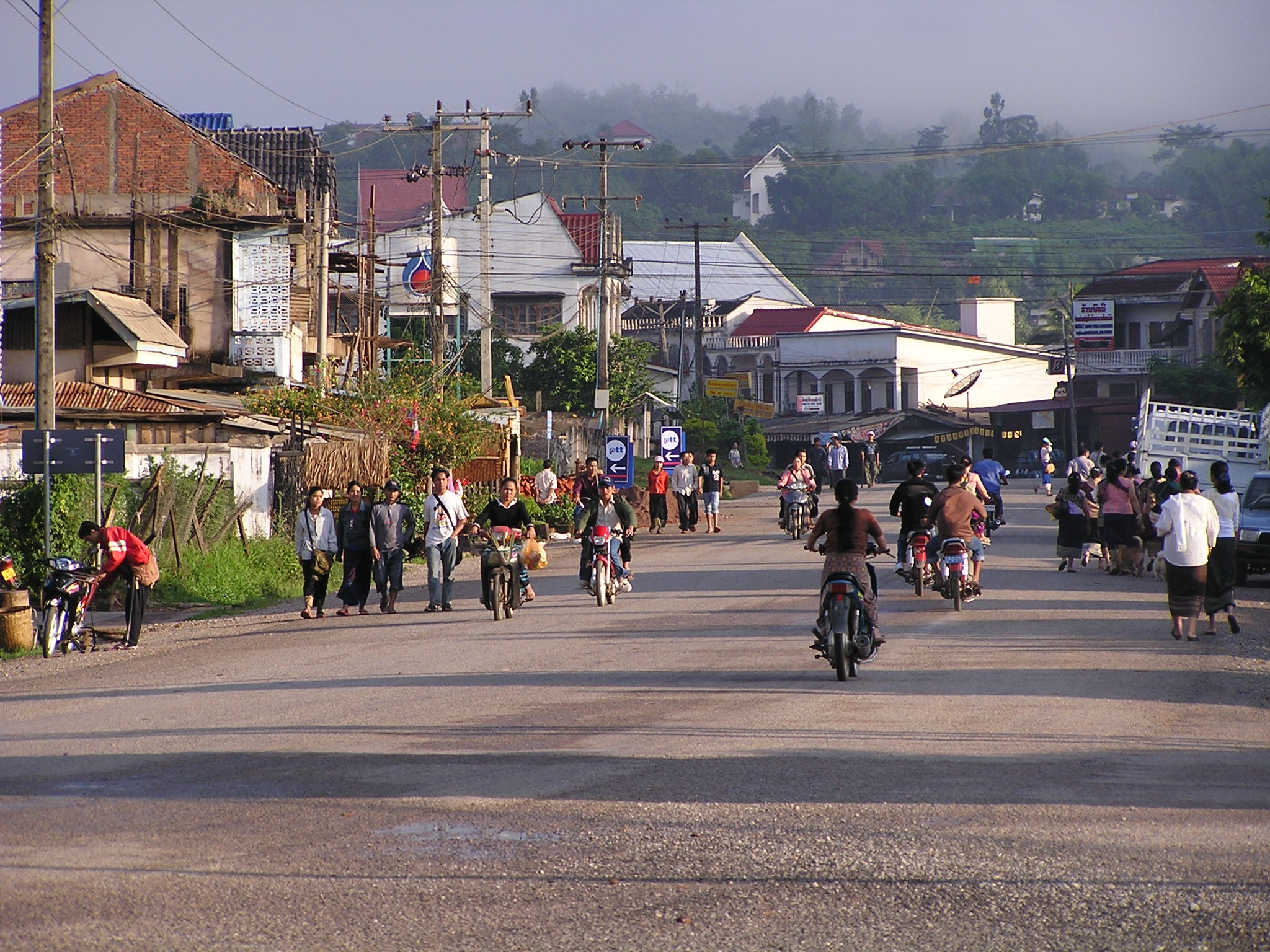
Una calle en Muang Xay, capital de la provincia

Muang Xay (Lao ເມືອງໄຊ; o Oudomxay, Lao: ອຸດົມໄຊ) es la capital de la Provincia de Oudomxay en el noroeste de Laos.

## Denominación
Según la leyenda, los habitantes del pueblo Ban Cheng, que fue parte de la pequeña ciudad de „Takka Sila“, estuvieron en la selva en el ano 1323 para cortar bambú. Cuando estaban haciendo utensilios de pesca utilizando el bambú, vieron a un monje saliendo de la espesura del bosque, quien se había refugiado en la soledad desde mucho antes para practicar meditación.
El preguntó a los habitantes del pueblo que hacían, y ellos respondieron que estaban haciendo nasas para pescar y le ofrecieron comida al monje.
Por la impresión de este encuentro los habitantes cambiaron el nombre del pueblo a „Muang Xay“ („ciudad Xay“), ya que el nombre del monje fue Pakxay.

## Historia
Alrededor de 1987, la capital provincial fue trasladada desde Ban Nahin a Muang Xay.
Según los libros de historia locales gente de la tribu Lao Ly se establecieron en Oudomxay en el ano 1260, precediendo de la región Sipsongpanna en la China del Sur. Ellos formaron un pueblo nombrado Luang Chen ("gran pueblo"), el cual puso los cimientos para la actual capital Muang Xay. Hoy en día, Ban Luang Cheng es un barrio de Muang Xay, llamado „Ban Cheng“.

## Infraestructura
Oudomxay está conectado con Luang Prabang por la ruta nacional 1.
La ciudad tiene un aeropuerto (IATA: ODY, ICAO: VLOS), desde el cual hay vuelos a Vientián tres veces a la semana por Lao Airlines. El aeropuerto está a tres minutos de distancia en carro del centro.
En Muang Xay, normalmente hay abastecimiento con electricidad de 24 horas.

## Demografía

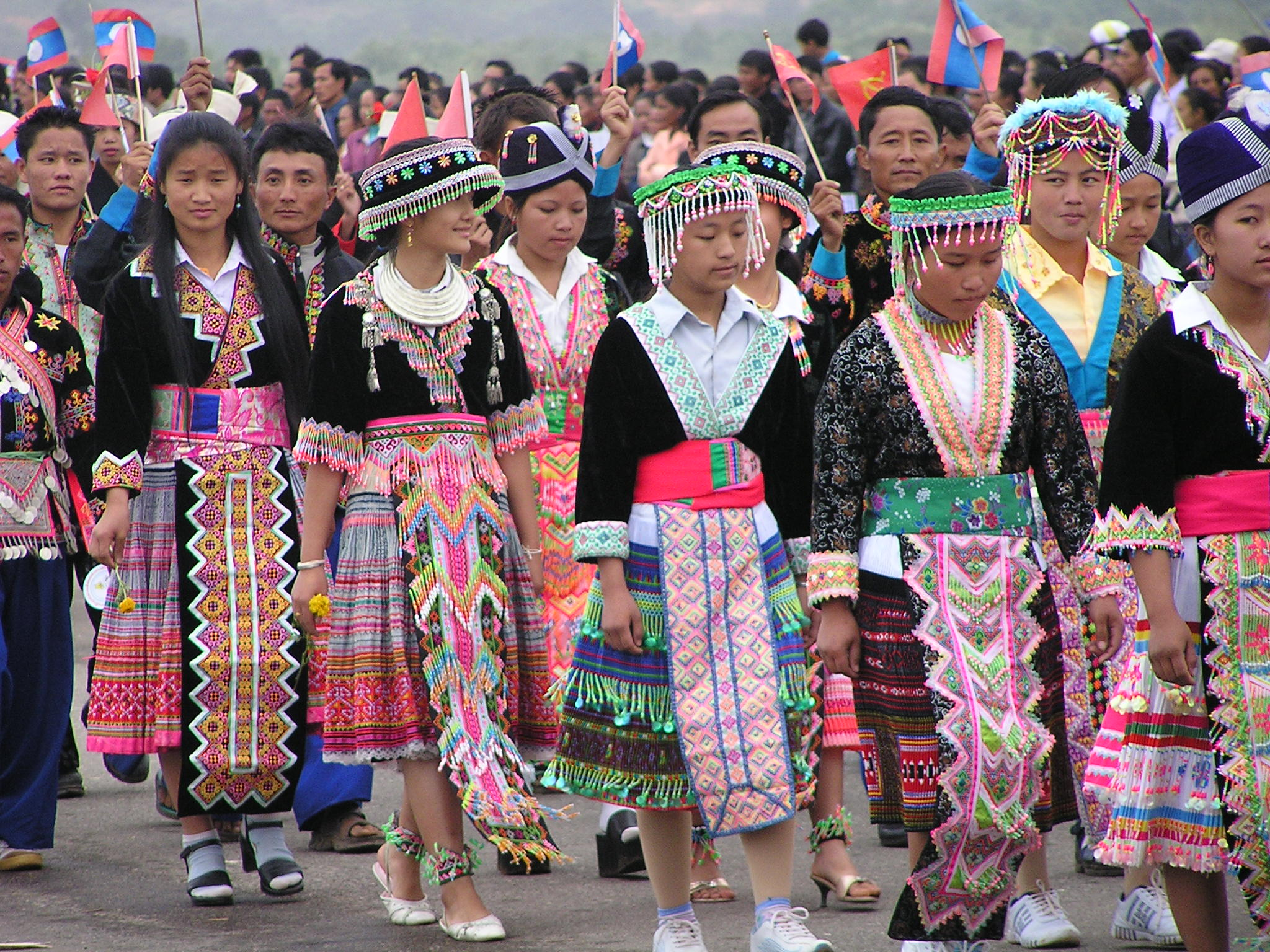
Mujeres Hmong en Oudomxay

En la ciudad viven sobre todo Lao Loum, pero la influencia de los Khmu, que componen un 60 % de la población en toda la provincia, es muy notable. Muchos Khmu de los pueblos alrededores se han venido a Muang Xay para vivir y trabajar, ya que en la ciudad existen mejores posibilidades de ingreso que en las áreas rurales. Los Hmong (que componen un 15% en toda la provincia) influyen la imagen de la ciudad, por ejemplo se venden tejidos de estilo Hmong en el mercado. Muchas mujeres vienen a Oudomxay caminando varias horas desde sus pueblos para vender productos agricolos en los mercados de la ciudad.
Algunas Familias de los pueblos de diferentes etnicidades mandan sus hijos a una escuela en Muang Xay. Ellos o van a las escuelas caminando o en bicicleta, necesitando varias horas a veces, o van a la llamada “escuela étnica”, un internado para estudiantes de pueblos muy lejanos.
En Muang Xai hay muchos inmigrantes chinos, que influyen la imagen de la ciudad por restaurantes y un mercado chino.

## Turismo
En Oudomxay hay esfuerzos de llevar adelante el turismo creciente y usar como posibilidad de minimar la pobreza rural. Desde 1997 existe una oficina de turismo, la cual está apoyado por el DED (Servicio de Desarrollo de Alemania) – con el propósito de aumentar los ingresos de pueblos rurales y empresas pequeñas y así pues contribuir a la protección de los recursos naturales.
En agosto de 2007 la oficina de turismo fue erigido a ser und departamento gobernal („Provincial Tourism Department“). .

### Desarrollo
Oudomxay es el cruce de caminos más importantes del norte de Laos, ya que la única calle del sur al norte cruza la capital de la provincial, Muang Xay. Por esa razón la mayoría de los turistas la pasaba por solo una noche en el camino de Luang Prabang a Luang Namtha. El tiempo de permanencia de promedio de los turistas en Oudomxay era muy corto; Muang Xay tenía el imagen de ser una ciudad de pasaje que no era de interés particular para turistas, lo que especialmente se reflejó en la representación de la ciudad en los guías populares como “Lonely Planet”.
Desde hace unos anos esa imagen está cambiando. Se comienza a ver Oudomxay como una provincia en la que se puede experimentar el Laos del lado original y tradicional, especialmente de manera ecoturista.
Desde hace unos anos la oficina de turismo en Oudomxay ofrece tures de trekking guiados, un curso de cocinar comida laosiana y un taller de fabricación tradicional de papel.
También existen dos agencias de viaje en Muang Xay, una de esas ofreciendo tures de bicicleta en Laos.
Según el “Statistical Report on Tourism in Laos 2008“ de la „Lao National Tourism Administration“ el número de turistas en Oudomxay aumentó de 18.600 personas en el 2001 a 102.000 personas en el ano 2008. Debido a ello aproximadamente 17% de los 1,7 millones de turistas en Laos visitaron Oudomxay en el ano 2008.
Según el informe, Oudomxay dispone de 8 hoteles y 52 casas de huéspedes.
La mayoría de éstas se encuentran en la capital de la provincia Muang Xay y en Pak Beng, el cruce de la vía fluvial del Mekong.

### Potencial

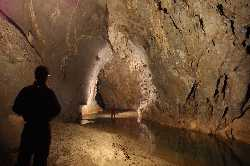
Pasaje de la caverna Chom Ong

En conjunto, hay 1286 camas en la provincia de Oudomxay (2006). En el ano 2008 la ocupación de estos plazos fue 60 % (comparación con Luang Prabang: 73 %).
El potencial turístico de Oudomxay todavía no agotado se demuestra especialmente en el ejemplo de la recientemente redescubrida caverna Chom Ong: la caverna, a 45 quilómetros de distancia de Muang Xay, es la caverna más grande del Norte de Laos. Tiene una longitude de más de 16 quilómetros y altitudes de 30 metros de promedio. Un río trasmite el sistema en diferentes niveles. Varias revistas de espeleología la describen como “excepcional” “) y como “la descubierta más importante y atracción mayor” “ del norte de Laos.
Las condiciones del camino al pueblo Chom Ong Thai (de donde se puede llegar a la caverna caminando una hora) son muy malas, especialmente en la estación lluviosa. Por el acceso diícil se tiene que planear un día adicional solo para llegar y volver.
En cuanto a otras ofertas como ejemplo tures de trekking a pueblos de minorías étnicas (por ejemplo los Khmu) no importan las restricciones infraestructurales de la región, razón por la que éstas son aprovechados más frecuentemente.